# ジャマール・ウィリアムズ
ジャマール・マリーク・ウィリアムズ（Jamaal Malik Williams, 1995年4月3日 - ）は、アメリカ合衆国カリフォルニア州リアルト出身のプロアメリカンフットボール選手。ポジションはランニングバック。

## 経歴

### カレッジ
ブリガムヤング大学（BYU）で4年間（在学期間は5年）プレーし、通算で3,901ラン獲得ヤードを記録。2016年シーズン終了後、2017年のNFLドラフトへエントリーした。

### グリーンベイ・パッカーズ
ドラフト全体134位でグリーンベイ・パッカーズから指名され、その後ルーキー契約を結んだ。
2017年シーズンは556ラン獲得ヤード、4つのラッシングTD、262レシーブ獲得ヤード、2つのレシービングTDを記録した。
2018年シーズンは464ラン獲得ヤード、3つのラッシングTD、210レシーブ獲得ヤードを記録した。
2019年シーズン、第4週のフィラデルフィア・イーグルス戦で相手のデレク・バーネットと頭がぶつかり、脳震盪を起こして試合途中で退場した。このシーズンは460ラン獲得ヤード、1つのラッシングTD、236レシーブ獲得ヤード、1つのレシービングTDを記録した。
2020年シーズンは505ラン獲得ヤード、4つのラッシングTD、236レシーブ獲得ヤード、1つのレシービングTDを記録した。

### デトロイト・ライオンズ
2021年3月17日にデトロイト・ライオンズと2年総額750万ドルの契約を結んだ。
2021年シーズン、11月25日の試合にて、通算585回目のキャッチを記録。ファンブルなしの最多キャッチ数でNFL記録を更新した。このシーズンは601ラン獲得ヤード、3つのラッシングTD、157レシーブ獲得ヤードを記録した。
2022年シーズンは開幕から好調で、ラッシングTDを量産した。シーズン最終戦となった第18週の古巣パッカーズ戦にて2つのラッシングTDを記録し、1991年のバリー・サンダースが保持していたシーズン最多ラッシングTDの球団記録を更新した。

### ニューオーリンズ・セインツ
2023年3月17日にニューオーリンズ・セインツと3年総額1,200万ドルの契約を結んだ。
2025年3月4日にセインツからリリースされた。

## 人物
日本のアニメやゲーム、コスプレのオタクであることを自称しており、ワンパンマンやドラゴンボールZ、NARUTOなどのアニメがお気に入りである。
2023年1月1日の試合後のインタビューではNARUTOのヘッドバンドを付けて現われ、「早く帰ってポケットモンスター スカーレット（前年11月に発売の新作ゲーム）がやりたい」と発言している。また、同月8日の試合前に流れた自己紹介のVTRでもNARUTOのヘッドバンドを付けて自らを「風影」（NARUTOの劇中に登場するキャラクター）と名乗り、SNSでも話題となった。

## 詳細情報

### 年度別成績
| Legend | Legend       |
| ------ | ------------ |
|        | リーグ最多   |
| 太字   | キャリアハイ |

#### レギュラーシーズン
| シーズン | チーム | 試合 | 試合 | ラン  | ラン  | ラン | ラン | ラン | レシーブ | レシーブ | レシーブ | レシーブ | レシーブ | ファンブル | ファンブル |
| シーズン | チーム | GP   | GS   | Att   | Yds   | Avg  | Lng  | TD   | Rec      | Yds      | Avg      | Lng      | TD       | Fum        | Lost       |
| -------- | ------ | ---- | ---- | ----- | ----- | ---- | ---- | ---- | -------- | -------- | -------- | -------- | -------- | ---------- | ---------- |
| 2017     | GB     | 16   | 7    | 153   | 556   | 3.6  | 25   | 4    | 25       | 262      | 10.5     | 54       | 2        | 0          | 0          |
| 2018     | GB     | 16   | 8    | 121   | 464   | 3.8  | 20   | 3    | 27       | 210      | 7.8      | 26       | 0        | 0          | 0          |
| 2019     | GB     | 14   | 2    | 107   | 460   | 4.3  | 45   | 1    | 39       | 253      | 6.5      | 17       | 5        | 0          | 0          |
| 2020     | GB     | 14   | 3    | 119   | 505   | 4.2  | 25   | 2    | 31       | 236      | 7.6      | 29       | 1        | 0          | 0          |
| 2021     | DET    | 13   | 11   | 153   | 601   | 3.9  | 20   | 3    | 26       | 157      | 6.0      | 15       | 0        | 1          | 0          |
| 2022     | DET    | 17   | 9    | 262   | 1,066 | 4.1  | 58   | 17   | 12       | 73       | 6.1      | 17       | 0        | 3          | 2          |
| 2023     | NO     | 13   | 4    | 106   | 306   | 2.9  | 17   | 1    | 18       | 62       | 3.4      | 12       | 0        | 1          | 0          |
| 2024     | NO     | 14   | 1    | 48    | 164   | 3.4  | 14   | 1    | 9        | 57       | 6.3      | 13       | 0        | 0          | 0          |
| 通算     | 通算   | 117  | 45   | 1,069 | 4,122 | 3.9  | 58   | 32   | 187      | 1,310    | 7.0      | 54       | 8        | 5          | 2          |

#### プレーオフ
| シーズン | チーム | 試合 | 試合 | ラン | ラン | ラン | ラン | ラン | レシーブ | レシーブ | レシーブ | レシーブ | レシーブ | ファンブル | ファンブル |
| シーズン | チーム | GP   | GS   | Att  | Yds  | Avg  | Lng  | TD   | Rec      | Yds      | Avg      | Lng      | TD       | Fum        | Lost       |
| -------- | ------ | ---- | ---- | ---- | ---- | ---- | ---- | ---- | -------- | -------- | -------- | -------- | -------- | ---------- | ---------- |
| 2019     | GB     | 2    | 0    | 4    | 9    | 2.3  | 4    | 0    | 3        | 10       | 3.3      | 9        | 0        | 0          | 0          |
| 2020     | GB     | 2    | 1    | 19   | 88   | 4.6  | 12   | 0    | 4        | 22       | 5.5      | 11       | 0        | 0          | 0          |
| 通算     | 通算   | 4    | 1    | 23   | 97   | 4.2  | 12   | 0    | 7        | 32       | 4.6      | 11       | 0        | 0          | 0          |

### ライオンズ記録
- シーズン最多ラッシングTD：17（2022）
- シーズン最初の10試合でのラッシングTD（2022）